# Jérémy Chardy
Jérémy Chardy (Pau, 12 de Fevereiro de 1987), é um tenista profissional da França. Chardy tem no currículo, um título ATP, e o ranking mais alto de número 25.

## ATP Títulos

### Simples: 2 (1–1)
| Legenda (pre/post 2009)                                         |
| Grand Slam Torneios (0–0)                                       |
| Tennis Masters Cup / ATP World Tour Finals (0–0)                |
| ATP Masters Series / ATP World Tour Masters 1000 (0–0)          |
| ATP International Series Gold / ATP World Tour 500 Series (0–0) |
| ATP International Series / ATP World Tour 250 Series (1–1)      |

| Finals por Superficie |
| Duro (0–1)            |
| Saibro (1–0)          |
| Grama (0–0)           |
| Carpete (0–0)         |

| Posição      | N. | Data              | Torneio                     | Piso   | Oponente na final  | Placar da final |
| Vice-Campeão | 1. | Fevereiro 2, 2009 | Johannesburg, África do Sul | Duro   | Jo-Wilfried Tsonga | 4–6, 56–7       |
| Campeão      | 1. | Julho 13, 2009    | Stuttgart, Alemanha         | Saibro | Victor Hănescu     | 1–6, 6–3, 6–4   |

### Duplas: 2 (1–1)
| Legenda (pré/pós 2009)                                          |
| Grand Slam Torneios (0–0)                                       |
| Tennis Masters Cup / ATP World Tour Finals (0–0)                |
| ATP Masters Series / ATP World Tour Masters 1000 (0–0)          |
| ATP International Series Gold / ATP World Tour 500 Series (0–0) |
| ATP International Series / ATP World Tour 250 Series (1–1)      |

| Finais por Superficie |
| Duro (1–1)            |
| Saibro (0–0)          |
| Grama (0–0)           |
| Carpete (0–0)         |

| Posição | N. | Data              | Torneio                                       | Piso     | Parceiro           | Oponentes na final                | Placar da final       |
| Vice    | 1. | Outubro 26, 2009  | St. Petersburg, Rússia                        | Duro (i) | Richard Gasquet    | Colin Fleming Ken Skupski         | 6–2, 5–7, [4–10]      |
| Campeão | 1. | Janeiro 4, 2010   | Brisbane, Australia                           | Duro     | Marc Gicquel       | Lukáš Dlouhý Leander Paes         | 6–3, 7–65             |
| Vice    | 2. | 25 Julho 2010     | International German Open, Hamburgo, Alemanha | Saibro   | Paul-Henri Mathieu | David Marrero Marc López          | 3–6, 6–2, [8–10]      |
| Vice    | 3. | 26 Fevereiro 2011 | Dubai Tennis Championships, Dubai, EAU        | Duro     | Feliciano López    | Sergiy Stakhovsky Mikhail Youzhny | 6–4, 3–6, [3–10]      |
| Vice    | 4. | 28 Abril 2012     | BRD Năstase Țiriac Trophy, Bucareste, Romênia | Saibro   | Łukasz Kubot       | Robert Lindstedt Horia Tecău      | 6–7(2–7), 3–6         |
| Campeão | 2. | 15 Julho2012      | MercedesCup, Stuttgart, Alemanha              | Saibro   | Łukasz Kubot       | Michal Mertiňák André Sá          | 6–1, 6–3              |
| Vice    | 5. | 13 Julho 2014     | Swedish Open, Båstad, Suécia                  | Saibro   | Oliver Marach      | Johan Brunström Nicholas Monroe   | 6–4, 6–7(5–7), [7–10] |
| Vice    | 6. | 26 Outubro 2014   | Valencia Open 500, Valencia, Espanha          | Duro (i) | Kevin Anderson     | Jean-Julien Rojer Horia Tecău     | 4-6, 2-6              |

## Challengers e Futures finais

### Simples: 7 (4–3)
| Legenda (Singles) |
| Challengers (3–1) |
| Futures (1–2)     |

| Posição | N. | Data             | Torneio                 | Piso   | Oponente na final | Placar da final |
| Campeão | 1. | Março 28, 2005   | Grasse, França          | Saibro | Stefan Wauters    | 6–2, 6–3        |
| Vice    | 1. | Janeiro 9, 2006  | Barnstaple, Reino Unido | Duro   | Stéphane Robert   | 36–7, 1–6       |
| Vice    | 2. | Março 20, 2006   | Khemisset, Marrocos     | Saibro | Dušan Karol       | 6–3, 3–6, 76–7  |
| Campeão | 2. | Junho 11, 2007   | Košice, Eslováquia      | Saibro | Denis Gremelmayr  | 4–6, 7–65, 6–4  |
| Campeão | 3. | Outubro 22, 2007 | Barnstaple, Reino Unido | Duro   | Stéphane Bohli    | 7–64, 16–7, 7–5 |
| Vice    | 3. | Maio 12, 2008    | Marrakech, Marrocos     | Saibro | Gaël Monfils      | 26–7, 66–7      |
| Campeão | 4. | Agosto 2, 2008   | Graz, Austria           | Saibro | Sergio Roitman    | 6–2, 6–1        |

### Duplas: 4 (2–2)
| Legenda           |
| Challengers (1–2) |
| Futures (1–0)     |

| Posição | N. | Data             | Torneio                      | Piso   | Parceiro         | Oponentes na final             | Placar da final  |
| Campeão | 1. | Março 20, 2006   | Khemisset, Marrocos          | Saibro | Dušan Karol      | Fabio Colangelo Marco Crugnola | 7–5, 7–5         |
| Campeão | 2. | Abril 2, 2007    | San Luis Potosí, Mexico      | Saibro | Marcelo Melo     | Jorge Aguilar Pablo González   | 6–0, 6–3         |
| Vice    | 1. | Agosto 13, 2007  | Graz, Austria                | Saibro | Predrag Rusevski | Sebastian Decoud Yuri Schukin  | 6–3, 3–6, [7–10] |
| Vice    | 2. | Setembro 3, 2007 | Alphen aan den Rijn, Holanda | Saibro | Predrag Rusevski | Leonardo Azzaro Lovro Zovko    | 3–6, 3–6         |

## Ligações Externas
- Perfil na ATP